# 黒海 (アイヴァゾフスキー)
『黒海』（こっかい、露: Черное море, 英: The Black Sea）は、ロシアの画家イヴァン・アイヴァゾフスキーが1881年に描いた絵画である。

## 概要
キャンバスに油彩で描かれている。縦 149 センチメートル、横 210 センチメートルの大きさをもつ。モスクワのトレチャコフ美術館に所蔵されており、ホール19に展示されている。海景画に分類される。写実主義に属する。
アイヴァゾフスキーは、黒海の沿岸にある町、フェオドシアに生まれ、同地に家を建て、そこで長く住んだ。本作が完成された1881年に、トレチャコフ美術館が画家から取得している。
1882年、芸術アカデミーにおいて、アイヴァゾフスキーの個展が開催され、本作が出展された。当時、本作には «на Чёрном море начинает разыгрываться буря» (英: A storm begins to whip up in the Black Sea) というタイトルが付けられていたが、アイヴァゾフスキーは、そのタイトルに満足していなかった。
2016年にトレチャコフ美術館で開催された「イヴァン・アイヴァゾフスキー展」では、本作の他に、『第九の波』や『虹』などが展示された。画家のイワン・クラムスコイは、アイヴァゾフスキーの作品の中で本作が最も優れていると評価しており、「本作は、私が知っている中で最も壮大な絵画の1つである」との旨を述べている。

## 作品
水平線まで続く海と空が描かれている。画面前景に描かれた、泡立って頂部が白色に見える波は、「アイヴァゾフスキーの波」と呼ばれた。海の色は、緑色がかったエメラルドグリーンや灰青色から次第に濃くなっていき、水平線の付近では、黒色に近い青色になっている。画面のほぼ中央には、一隻のヨットが描かれている。空には、暗い雲が発生しており、今にも雨が降り出しそうであるが、水平線の付近には、少し明るくなっているところがある。